# John Wittorf
John Friedrich Heinrich Wittorf (* 5. September 1894 in Stellingen; † 19. Juni 1981 in Hamburg) war ein Hamburger kommunistischer Politiker und eine der Hauptpersonen der sogenannten Wittorf-Affäre, die die politische Existenz des KPD-Vorsitzenden Ernst Thälmann zwischenzeitlich ernsthaft bedrohte und der deshalb für kurze Zeit seine politischen Ämter ruhen ließ.

## Leben

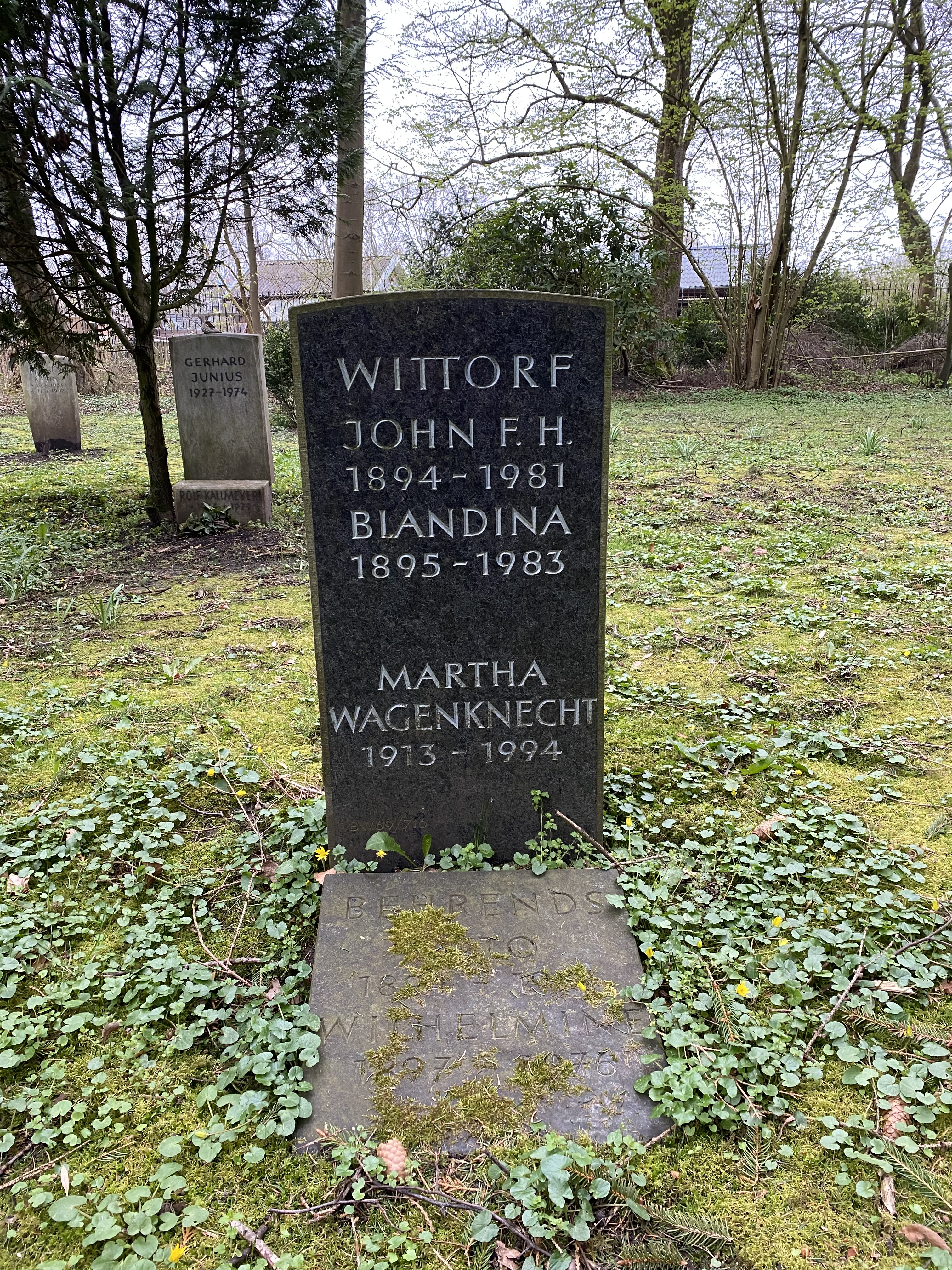
Grabstätte im Planquadrat Bw 69 auf dem Friedhof Ohlsdorf

Der Hafenarbeiter Wittorf trat 1917 der USPD bei und gehörte dort zum linken Flügel, welcher sich Ende 1920 mit der KPD zur VKPD zusammenschloss. Er heiratete im Oktober 1919 Blandina Lewerenz (1895–1983).
Der enge Freund Ernst Thälmanns, der trotz damals anders lautender Gerüchte mit Thälmann nicht verschwägert gewesen ist, war seit 1925 hauptamtlicher KPD-Funktionär, Mitglied der Bezirksleitung Wasserkante und von 1927 bis 1928 politischer Leiter im Parteibezirk Wasserkante, der neben der Stadt Hamburg die damalige Provinz Schleswig-Holstein und die nördlichen Teile der Provinz Hannover umfasste. Mit den Jahren 1927 und 1928 war er zusätzlich Vorsitzender der KPD-Fraktion in der Hamburgischen Bürgerschaft. In dieser Funktion nahm Wittorf in herausragender Position an den Verhandlungen zwischen KPD, SPD und ADGB zur Duldung einer sozialdemokratischen Minderheitsregierung mit Tolerierung durch die Kommunisten teil, die am Ende nicht zustande kam. Er war Mitglied des Zentralkomitees der KPD und kandidierte für seine Partei erfolglos zur Reichstagswahl 1928.
1928 verdichteten sich in der Hamburger KPD die Hinweise auf Unterschlagung von Parteigeldern (nach unterschiedlichen Angaben zwischen 1800 und 3000 Reichsmark) durch Wittorf, der sich durch diese einen Lebensstil über seine Verhältnisse finanziert haben soll. Zunächst wurde Wittorf von Thälmann und anderen führenden Hamburger Funktionären geschützt und der (an den Unterschlagungen unbeteiligte) Kassierer der Bezirksleitung Hugo Dehmel belangt. Nachdem die der innerparteilichen Oppositionsgruppe der „Versöhnler“ angehörenden ZK-Mitglieder Hugo Eberlein und Gerhart Eisler mit Ermittlungen begonnen hatten, wurde Wittorf im September 1928 aus der KPD ausgeschlossen.
Die Enthüllungen um die Unterschlagungen Wittorfs und deren Vertuschung lösten die „Wittorf-Affäre“ aus, welche Ende September 1928 dazu führte, dass der damalige KPD-Vorsitzende Ernst Thälmann seine Funktion bis zur endgültigen Klärung des Falles ruhen ließ.
Wittorf selbst zog sich nach der Affäre vollständig aus der Politik zurück. Er verstarb 86-jährig in Hamburg und wurde auf dem dortigen Friedhof Ohlsdorf östlich von Kapelle 11 beigesetzt.